# Puchar Europy w Biegu na 10 000 metrów 2015
19. Puchar Europy w Biegu na 10 000 metrów – zawody lekkoatletyczne, które odbyły się 6 czerwca 2015 we włoskim Cagliari.

## Rezultaty

### Mężczyźni
| Konkurencja:           | 1. miejsce                                                 | Rezultat   | 2. miejsce                                               | Rezultat    | 3. miejsce                                              | Rezultat   |
| Indywidualnie (Bieg A) | Polat Kemboi Arıkan                                        | 28:09,47   | Juan Pérez                                               | 28:25,66 PB | Jamel Chatbi                                            | 28:39,01   |
| Indywidualnie (Bieg B) | Mykola Niżnik                                              | 30:02,72   | Marek Skorupa                                            | 30:10,22    | Benjamin Choquert                                       | 30:13,47   |
| Drużynowo              | Włochy · Jamel Chatbi · Stefano La Rosa · Ahmed El Mazoury | 1:26:23,97 | Hiszpania · Juan Pérez · Alemayehu Bezabeh · José España | 1:27:09,28  | Turcja · Polat Kemboi Arıkan · Cihat Ulus · Şeref Dirli | 1:27:51,98 |

### Kobiety
| Konkurencja:  | 1. miejsce                                                    | Rezultat   | 2. miejsce                                                 | Rezultat   | 3. miejsce                                              | Rezultat   |
| Indywidualnie | Trihas Gebre                                                  | 32:14,94   | Valeria Straneo                                            | 32:32,41   | Lily Partridge                                          | 33:02,03   |
| Drużynowo     | Wielka Brytania · Lily Patridge · Jess Coulson · Joanne Pavey | 1:39:23,86 | Hiszpania · Trihas Gebre · Paula González · Nuria Lugueros | 1:39:44,91 | Włochy · Valeria Straneo · Anna Incerti · Claudia Pinna | 1:39:58,66 |